# Siegfried Rasp
Siegfried Rasp (Monaco di Baviera, 10 gennaio 1898 – Murnau am Staffelsee, 2 settembre 1968) è stato un generale tedesco della Wehrmacht durante la seconda guerra mondiale.

## Biografia
Raspa prese parte alla prima guerra mondiale dal 6 settembre 1915 come cadetto nel 1º reggimento bavarese. Il 1º ottobre 1916 venne promosso tenente e inserito nel 1º reggimento di fanteria, passando dal gennaio del 1917 come aiutante di campo.
Nel 1919 fu trasferito al Reichswehr e prestò servizio nel 41º reggimento fucilieri, passando poi al 19º reggimento di fanteria bavarese. Dal 1925 divenne aiutante di battaglione. Dall'ottobre del 1927, Rasp completò la sua formazione come assistente nello staff della 5ª divisione di stanza a Stoccarda e poi della 7ª divisione a Monaco di Baviera. Dal settembre 1930, Rasp prestò servizio nel quinto dipartimento notizie e dal 1932 passò al quarto reparto notizie, venendo promosso capitano. Nel 1934 venne trasferito a Berlino dove venne impiegato come insegnante di tattica presso l'accademia di guerra della capitale. Promosso maggiore, Rasp venne trasferito nello staff del VII corpo d'armata di stanza a Monaco di Baviera nel 1937 e poi come secondo ufficiale dello staff dell'VIII corpo d'armata a Breslavia e poi nel XIII corpo d'armata a Norimberga. Nel novembre del 1938 venne nominato primo ufficiale di Stato Maggiore della 17ª divisione di fanteria e venne promosso tenente colonnello dal febbraio del 1939.
Prese parte con la sua divisione alla campagna di conquista polacca nel 1939 per poi venire temporaneamente affidato allo stato maggiore della 1ª armata, riprendendo quindi la propria formazione dal gennaio del 1940, frequentando un corso dello stato maggiore all'accademia di Dresda. Poco prima dell'armistizio con la Francia, venne nominato primo ufficiale dello staff della VII armata, con la quale rimase sino al maggio del 1942, raggiungendo poi il grado di colonnello.
Passò quindi al ruolo di capo di stato maggiore del XXIII corpo d'armata. Nell'agosto del 1943 assunse per breve tempo la guida della 3ª divisione di fanteria da montagna e poi della 335ª divisione di fanteria (entrambe le divisioni erano impegnate in Ucraina a quel tempo). Il 1º novembre, Rasp venne promosso al rango di maggiore generale. Come comandante della 335ª divisione di fanteria, Rasp ottenne il 27 gennaio 1944, la Croce tedesca in oro ed il 15 aprile 1944, la croce di cavaliere della croce di ferro. A maggio del 1944 venne promosso tenente generale.
Dopo il suo temporaneo trasferimento in riserva, Rasp divenne comandante della neonata 78ª divisione granatieri nel luglio del 1944. Da settembre a dicembre del 1944, fu capo del personale di comando della Costa del Nord e come tale fu promosso al grado di generale di fanteria il 1º dicembre 1944. Come successore di Friedrich Wiese, Rasp ottenne ben presto il comando della XIX armata impegnata in Alsazia, incarico che mantenne sino alla metà di febbraio del 1945. All'inizio di aprile del 1945, divenne comandante generale del nuovo corpo "Ems" (precedentemente XXXI. corpo d'armata), col quale rimase sino alla resa della Germania.
Catturato, durante la sua prigionia che perdurò sino al febbraio del 1948, Rasp prestò servizio come comandante nel campo di prigionia di Munster.